# Nicolas Moreno de Alboran
Nicolas Moreno de Alboran (* 14. Juli 1997 in New York City, New York) ist ein spanisch-US-amerikanischer Tennisspieler.

## Persönliches
Nicolas Moreno de Alboran wurde in New York geboren, zog aber als Teenager nach London, wo er 2015 seine Schullaufbahn beendete.

## Karriere
Während seiner Juniorenlaufbahn repräsentierte Moreno de Alboran Spanien. Er spielte bis 2015 auf der ITF Junior Tour und erreichte in der Jugend-Rangliste mit Rang 129 seine höchste Notierung.
Er wechselte seine Nationalität zur US-amerikanischen und begann 2015 ein Studium an der University of California, Santa Barbara, wo er auch College Tennis spielte. Sein Studienfach war Umweltingenieurwesen. Vor seinem Abschluss 2019 gehörte er zu den 10 besten College-Spielern. Sein erstes Profiturnier spielte er schon 2014, aber erst in der zweiten Hälfte von 2019 war er erfolgreich. Auf der drittklassigen ITF Future Tour konnte er zwei Finals erreichen, im Doppel zudem seinen ersten Titel gewinnen. Jeweils reichte das zum erstmaligen Eintritt in die Top 1000 der Tennisweltrangliste. In der verkürzten Saison 2020 gewann er zwei Futures im Doppel.
2021 machte er einen Sprung nach vorne. Er gewann fünf Futures (zwei im Doppel) und zog in Segovia, beim zweiten Turnier der ATP Challenger Tour, das er spielte, aus der Qualifikation heraus ins Halbfinale ein. Dadurch zog er in die Top 350 ein. 2022 begann er mit drei Challenger-Viertelfinals, während er auf Turniere im Doppel weitgehend verzichtete – seine Karrierehoch von Platz 486 hatte er im August 2021 erreicht. Im April 2022 konnte er das Endspiel von Salinas erreichen, wo er Emilio Gómez unterlag. Bei der Qualifikation zu Wimbledon unterlag er im letzten Match dem Deutschen Maximilian Marterer in drei Sätzen. In Cordenons zog er zum dritten Mal in ein Challenger-Halbfinale ein, einen Monat später in Braga nutzte er sein zweites Endspiel zu seinem ersten Challenger-Titel. Das Jahr beendete er auf Platz 218.

## Erfolge
| Legende (Anzahl der Siege) |
| Grand Slam                 |
| ATP Finals                 |
| ATP Tour Masters 1000      |
| ATP Tour 500               |
| ATP Tour 250               |
| ATP Challenger Tour (4)    |

### Einzel

#### Turniersiege
| Nr. | Datum              | Turnier   | Belag     | Finalgegner                  | Ergebnis        |
| --- | ------------------ | --------- | --------- | ---------------------------- | --------------- |
| 1.  | 25. September 2022 | Braga     | Sand      | Matheus Pucinelli de Almeida | 6:2, 6:4        |
| 2.  | 11. Juni 2023      | Tyler     | Hartplatz | Michail Kukuschkin           | 6:78, 7:60, 6:4 |
| 3.  | 10. November 2024  | Matsuyama | Hartplatz | Alex Bolt                    | 7:64, 6:2       |

### Doppel

#### Turniersiege
| Nr. | Datum        | Turnier | Belag | Partner                | Finalgegner                        | Ergebnis          |
| --- | ------------ | ------- | ----- | ---------------------- | ---------------------------------- | ----------------- |
| 1.  | 7. Juli 2024 | Brașov  | Sand  | Javier Barranco Cosano | Karol Drzewiecki Piotr Matuszewski | 3:6, 6:1, [17:15] |